# 臺中火車站 (古蹟)
舊臺中車站（原臺中驛，日语：〔〕 Taichū eki ? ）是臺鐵臺中車站自1905年5月15日設站開始至2016年10月15日臺中鐵路高架化通車前所使用的站房建築，舊前站位於臺灣臺中市中區、舊後站則位於東區。舊前站站體為1917年3月31日改建的第二代臺中車站，1995年將舊廈（第二代站體）、前門廊與第一月台登錄為二級古蹟（今國定古蹟），2021年8月將第二月台、第一代停車場事務室登錄進國定古蹟範圍；舊後站原為1964年興建的站體，為臺中市歷史建築。未來前後站站體、周邊臺鐵文化資產與1.6公里的原鐵軌駁坎將原地保存，並結合周圍相關文化資產成立臺中車站鐵道文化園區。

## 建築構造
- 站體有前站（臺灣大道一段）與後站（復興路四段）。
- 側式月臺（第一月台）、島式月臺（第二月台，改成側式月臺）各一座。
- 月台編號自建國路側依序為1、2A、2B（新站改為由復興路側開始遞增編號）。
- 站內設有地下道連結前站、第一月台、第二月台及後站。

原月臺配置
| 1   | 1      | █ 西部幹線（上行）                   | 往 苗栗、竹南、臺北、七堵、基隆 方向                        |
| 1   | 1      | █ 東部幹線（跨線順行）               | 往 宜蘭、花蓮、臺東、枋寮、高雄（經南迴線） 方向            |
| 1   | 1      | █ 東部幹線（跨線順行）               | 往 新竹、板橋、臺北 方向                                    |
| 1   | 1      | █ 西部幹線（海線下行，經成追線）     | 往 豐原、三義、苗栗 方向                                    |
| 2   | 2A     | █ 西部幹線（下行）                   | 往 彰化、臺南、高雄、屏東、潮州 方向                        |
| 2   | 2A     | █ 西部幹線（上行待避）               | 往 苗栗、竹南、臺北、七堵、基隆 方向                        |
| 2   | 2A     | █ 西部幹線（跨線下行）               | 往 彰化、員林、斗六、嘉義 方向                              |
| 2   | 2A     | █ 南迴線（跨線下行）                 | 往 枋寮、知本、臺東、花蓮（經南迴線） 方向                  |
| 2   | 2A     | █ 西部幹線（海線上行，經成追線）     | 往 追分、大甲、竹南、新竹 方向                              |
| 3   | 2B     | █ 西部幹線（下行待避）               | 往 彰化、臺南、高雄、屏東、潮州 方向                        |
| 3   | 2B     | █ 西部幹線（海線上行發車，經成追線） | 往 大甲、竹南、新竹 方向                                    |
| 3   | 2B     | █ 西部幹線（上行發車）               | 往 苗栗、竹南、新竹、臺北 方向                              |
| 4~9 | 無月臺 | █                                    | 臺中車站貨場軌道 （2012年停用拆除，其用地改為興建高架車站） |

## 歷史沿革
舊臺中車站坐落於中區臺灣大道一段1號（原建國路172號）舊市區一帶，日治時期為橘町三丁目22番地，是臺中、彰化、南投等地的玄關口，轉乘運輸十分發達。過去曾經因為臺灣省政府設於中興新村、臺灣省議會設置在霧峰，成為中部政治、文化、經濟交通樞紐。1995年時曾經因為臺中市區鐵路地下化的規劃進行，臺中火車站保存廢與去留曾經因此而成為了各界所關切課題，後來經過內政部公告為臺閩地區第二級古蹟（國定古蹟），保存這具有意義火車站。且惟隨臺中市近來市區西移的因素、臺中舊市區逐漸沒落，致使鐵路運輸受到公路客運競爭，高鐵臺中站啟用後再次受到影響，但仍是中臺灣主要交通樞紐之一。
民國98年（2009年）9月起由鐵工局規劃的臺中鐵路高架捷運化工程動工，隨後於民國101年（2012年）在第二代車站東北側進行高架站房新建工程。民國105年（2016年）10月15日20時55分，第二代臺中車站發出最後一班北上150次自強號列車，以及南下2243次區間車在10月5日晚上21:01分發車後，便結束自1917年完工以來長達99年6個月又15天的營運，以及設站以來原平面鐵路、車站、月台111年的歷史，2016年10月16日，運輸功能正式被第三代新臺中車站取代。

### 第一代車站
臺中車站於日治時期明治38年（1905年）5月15日設立，6月10日第一代車站「臺中停車場」竣工，是由朝倉政次郎設計的日式木造日本瓦建築，木造平房，類似許多未改建的小站，首任站長為塚澤力太郎。1905年（明治38年）縱貫鐵路已至葫蘆墩（豐原），第一代車站「臺中停車場」和葫蘆墩、潭子墘、烏日、大肚、蕃子田（王田）等這些停車場也同時在5月15日這天落成後並且正式營業。為了要與鐵路的施工配合，並且也特別重視到臺中火車站前繁榮。
明治41年（1908年）4月臺灣縱貫鐵路全線通車，站區興建火車頭的機關庫，設有臺北保線區臺中派出所，同年10月24日在臺中公園舉行全線通車大典，日本皇室閑院宮載仁親王來臺參加，「湖心亭」即是當時為慶祝鐵道開通所建的紀念地標。明治44年（1911年）8月改制為臺中保線區，並興建保線事務所，同年日本政府在臺中進行市區改正都市計畫，形塑了今日站前街道輪廓，也因為都市的發展，舊站房逐漸不敷使用而進行重建。
2017年2月，第三代臺中車站第二期工程進行時發現疑似初代車站時期的機關車庫維修坑道遺構，隨後台鐵局配合市府要求延後高架化相關工程並原地保存展示。2018年11月，文史團體與當地民意代表在二代站體西側意外發現初代站體事務室並未被拆除，只是淹沒在後期增建設施裡，成為臺灣唯一三代站體尚存在的鐵路車站，旋即提報文資審議。2021年8月，將第一代停車場事務室納入進國定古蹟範圍。

### 第二代車站
1917年（大正6年）3月31日，第二代車站「臺中驛」完工，由臺灣總督府交通局鐵道部工務課設計，車站主體為紅磚造，屋頂為洋式木構造銅板瓦，月台則為鑄鐵構造，與總督府（今總統府）同屬「後期文藝復興式建築風格」辰野金吾式建築，乃至於車站內部候車大廳挑高設計與玄關樑柱上精細雕塑和拱形的橫樑，則顯出日人想要將臺中車站能設計成中臺灣出入門戶的氣派企圖。同年9月，車站外緣木造迴廊完工，基座、柱頭、及橫樑接頭均有裝飾，入口處亦有雙柱等變化。隨後在大正12年（1923年）4月皇太子裕仁（後為昭和天皇）抵臺中巡視，官員、民眾於車站列隊歡迎。昭和10年（1935年）4月21日臺灣發生新竹－台中地震，站房嚴重受損。同年6月臺灣旅行俱樂部成立，在臺中車站設有支部。二次大戰期間，盟軍對臺中實施空襲使車站受損。
二戰後時期民國37年（1948年）3月起改由臺灣鐵路管理局營運，由於客運量增加，在車站右翼仿造原樣式、材質進行擴建，於民國39年（1950年）10月完工，民國59年（1970年）7月臺鐵局宣布新竹、臺中、臺南及嘉義將開闢貨櫃裝卸車站，民國75年（1986年）臺中－豐原間的臺中線雙軌工程鐵路通車。內政部於民國84年（1995年）指定臺中車站站體、前門廊與第一月台為二級古蹟（今為文化部所轄國定古蹟），同年車站屋頂更換為鋼浪瓦，然而在民國88年（1999年）臺灣發生九二一大地震，車站再次面臨嚴重損傷，站體以鋼骨及鋼板作為安全補強，於民國94年（2005年）整修完畢。
2016年（民國105年）臺中鐵路高架化工程通車，第三代新臺中車站啟用，原舊前站站房雖結束運輸功能，但因新站入口尚未完工，仍繼續作為新站與建國路側互相往來的臨時出入口。2017年（民國106年）6月原第二月台開始拆除改建。
舊站房在新站第二階段工程完工之後，原地保留為臺中車站前廣場地標，並結合周圍相關文化資產轉型為文化設施。2021年8月，將第二月台納入進國定古蹟範圍。

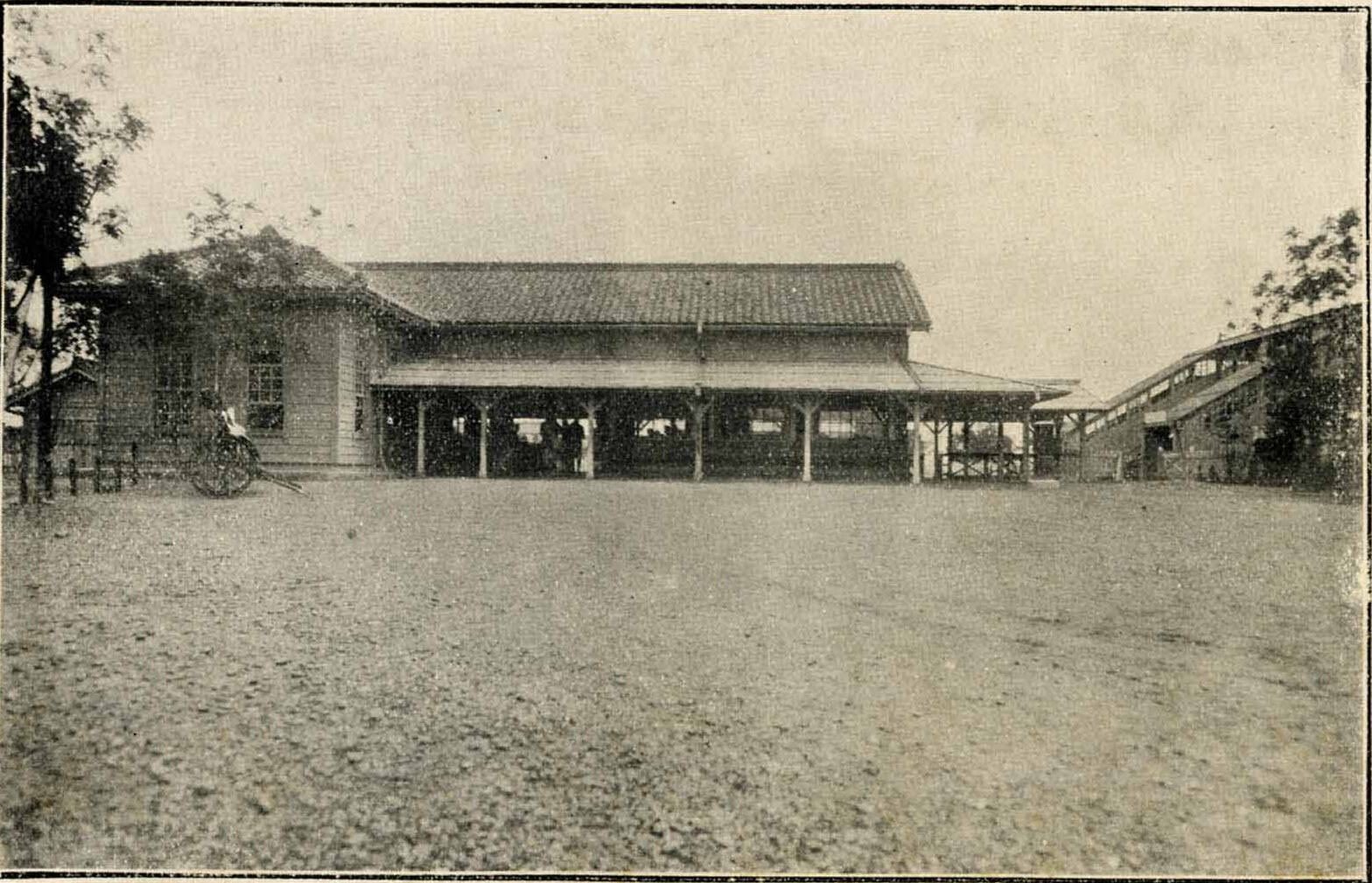
1905年完工的第一代臺中停車場
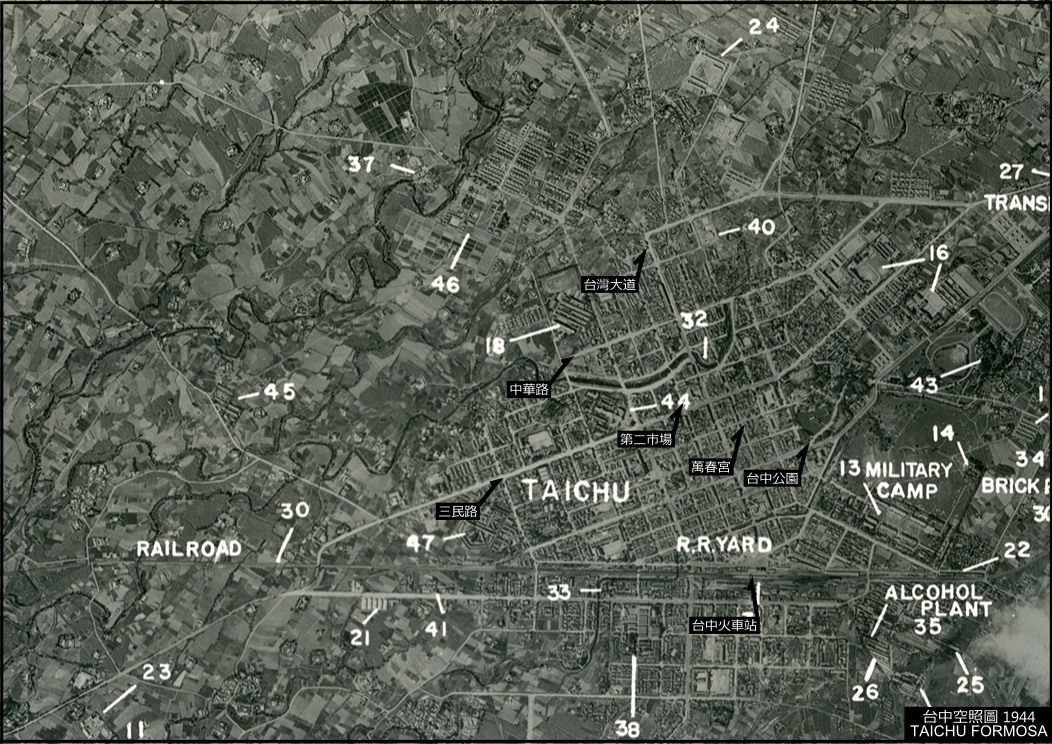
台中火車站週邊1944空照圖
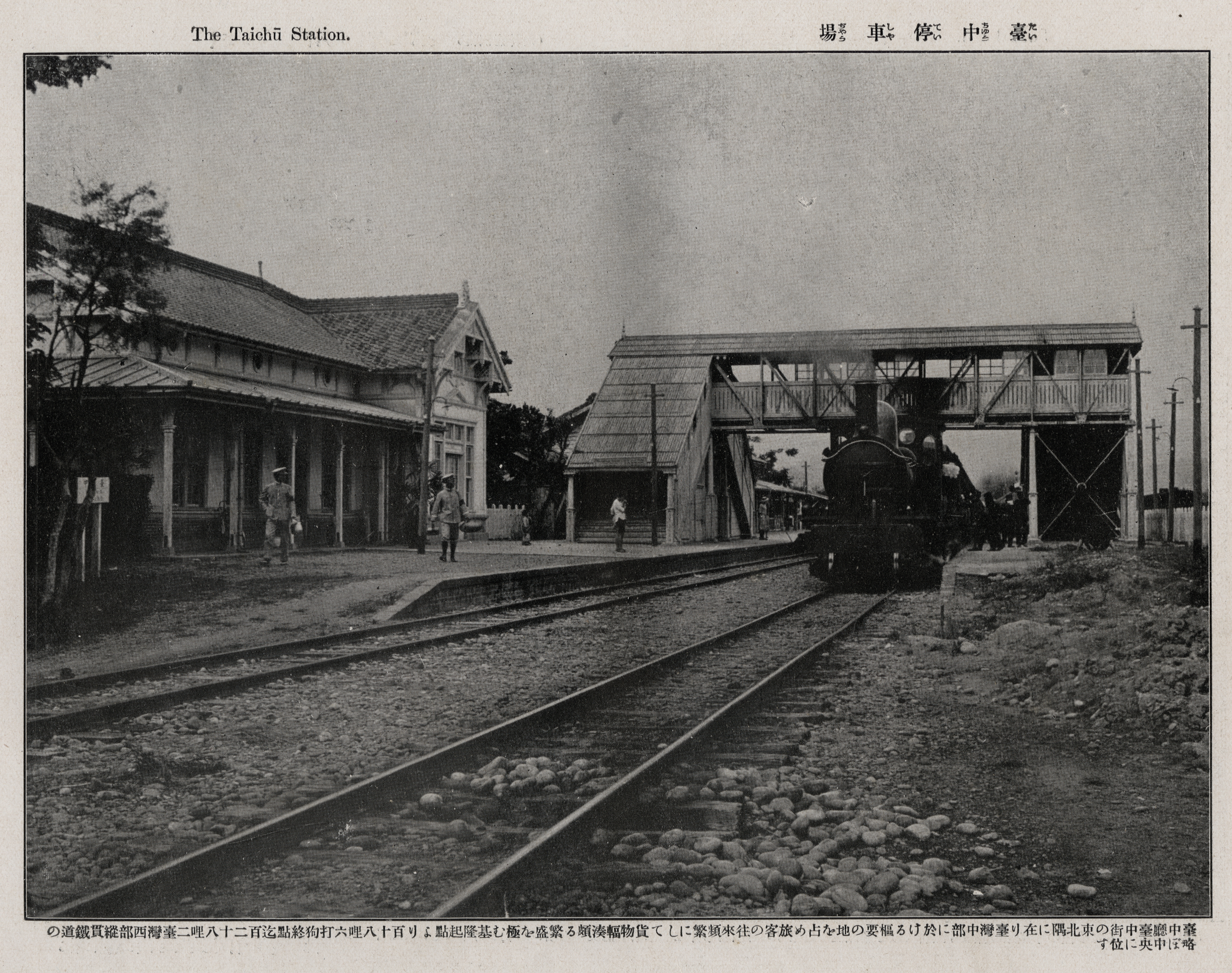
1910年代臺中停車場西側的事務室
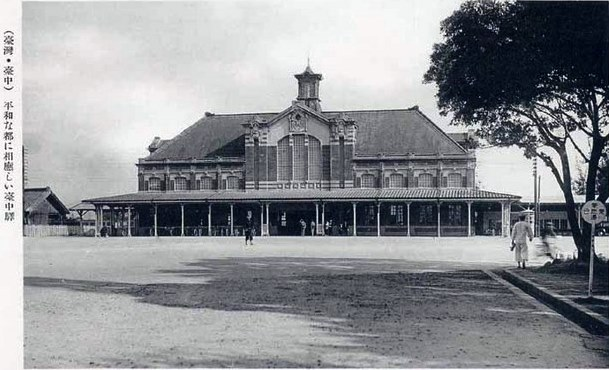
1917年完工的第二代臺中驛
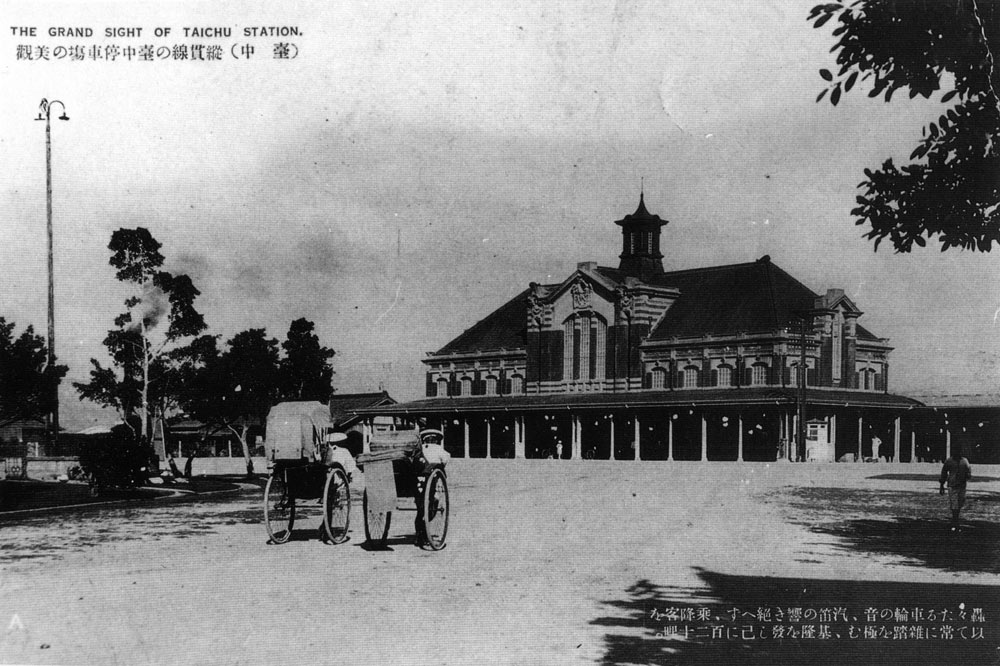
1917年完工的第二代臺中驛
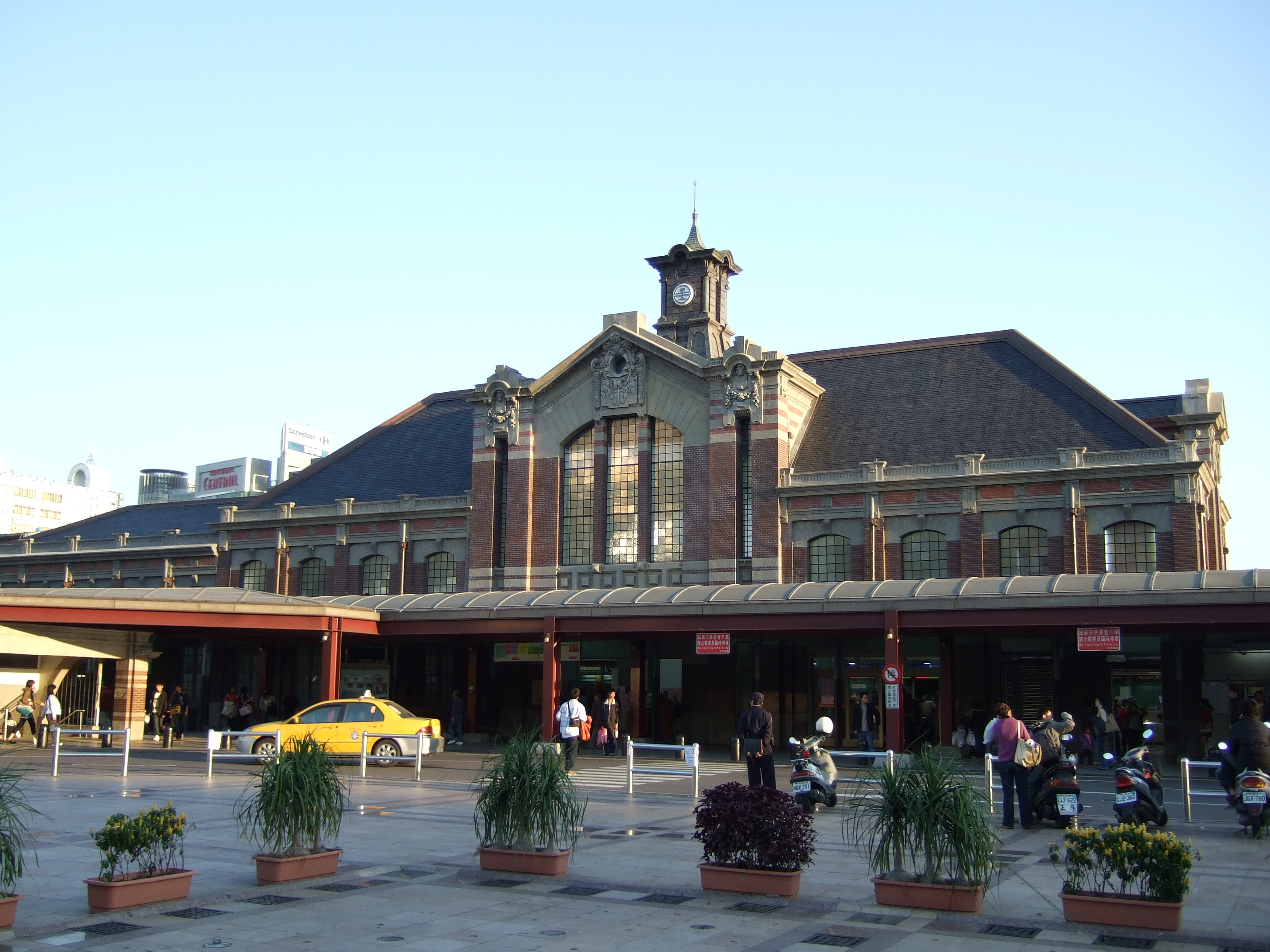
2007年時的第二代台中車站景觀

### 舊後站
原臺中後站最初為糖業鐵路中南線的鐵路車站「中南驛」，於日治時期1916年（大正5年）帝國製糖（後併入大日本製糖株式會社）始建中南線時建造。臺灣糖業於二戰後時期後由臺灣糖業有限公司管轄，民國40年（1951年）中南線納入臺灣糖業鐵路南北平行預備線並開辦客運，直至1959年（民國48年）因八七水災嚴重毀損南北平行預備線才停辦客運。民國53年（1964年）原中南線臺中站站房改建為臺鐵臺中線臺中車站後站，並於2004年（民國93年）被臺中市政府文化局指定為臺灣歷史建築。直到2016年（民國105年）臺中鐵路高架化工程通車，第三代新臺中車站啟用，臺中後站正式走入歷史。

## 相片集

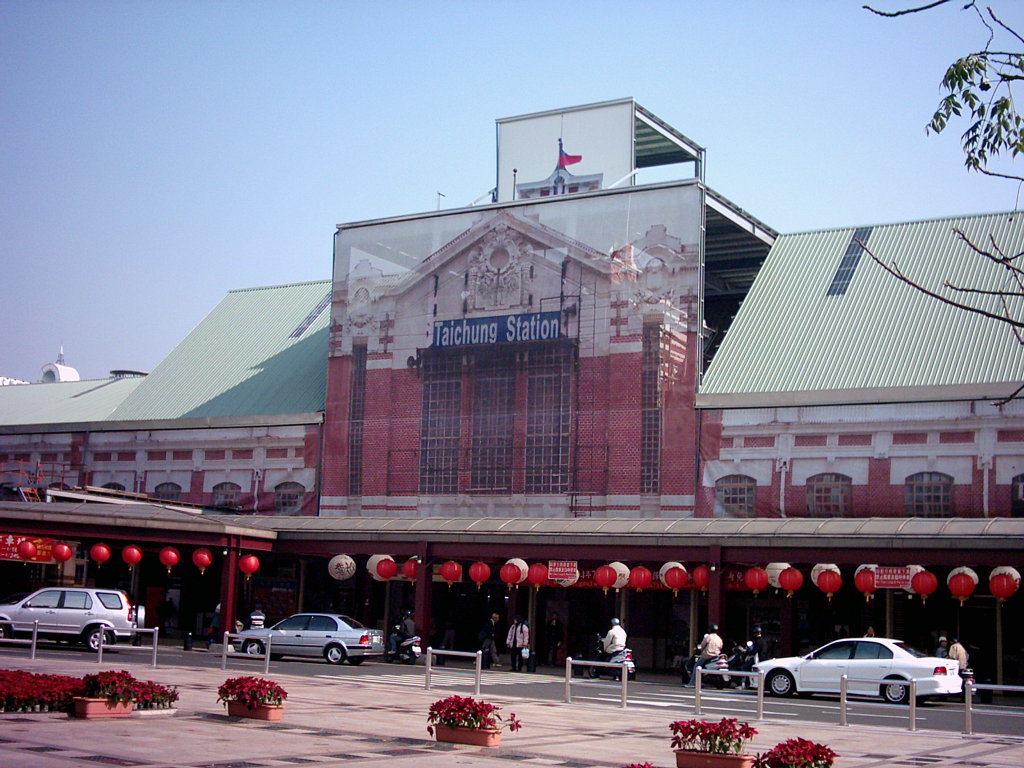
整修時的舊前站，2005年攝
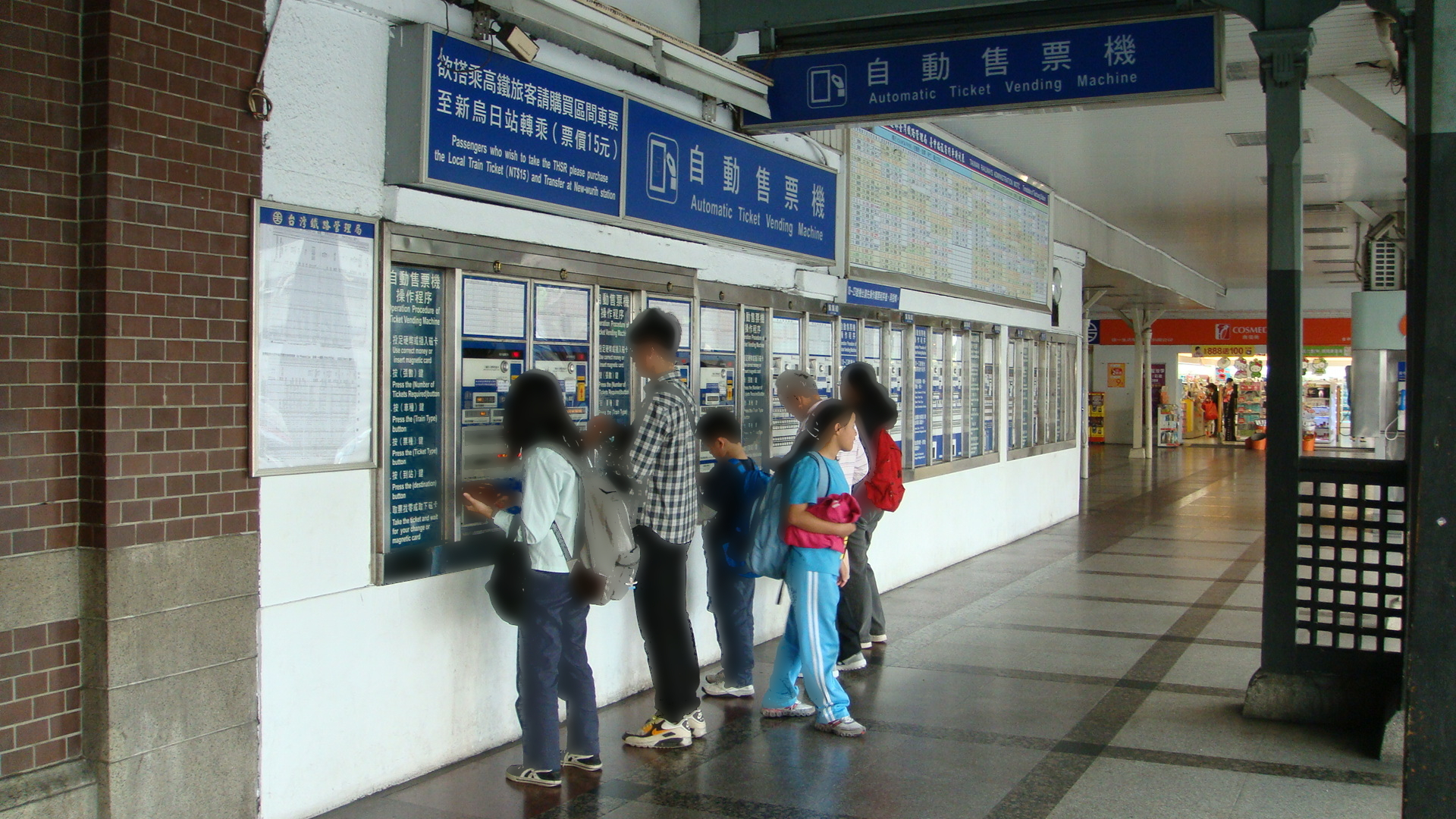
舊前站的自動售票處，2013年攝
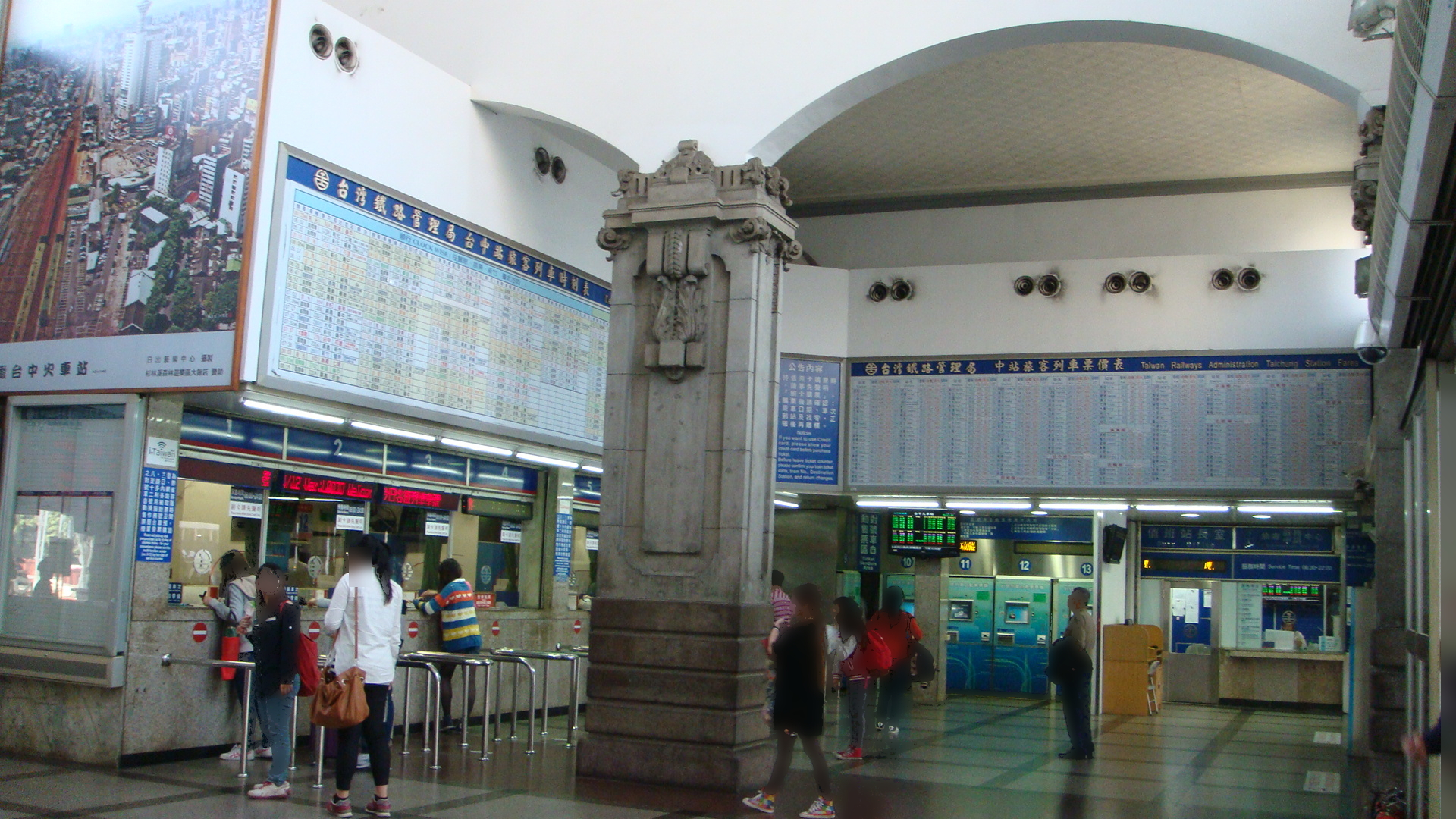
舊前站的購票大廳，2013年攝
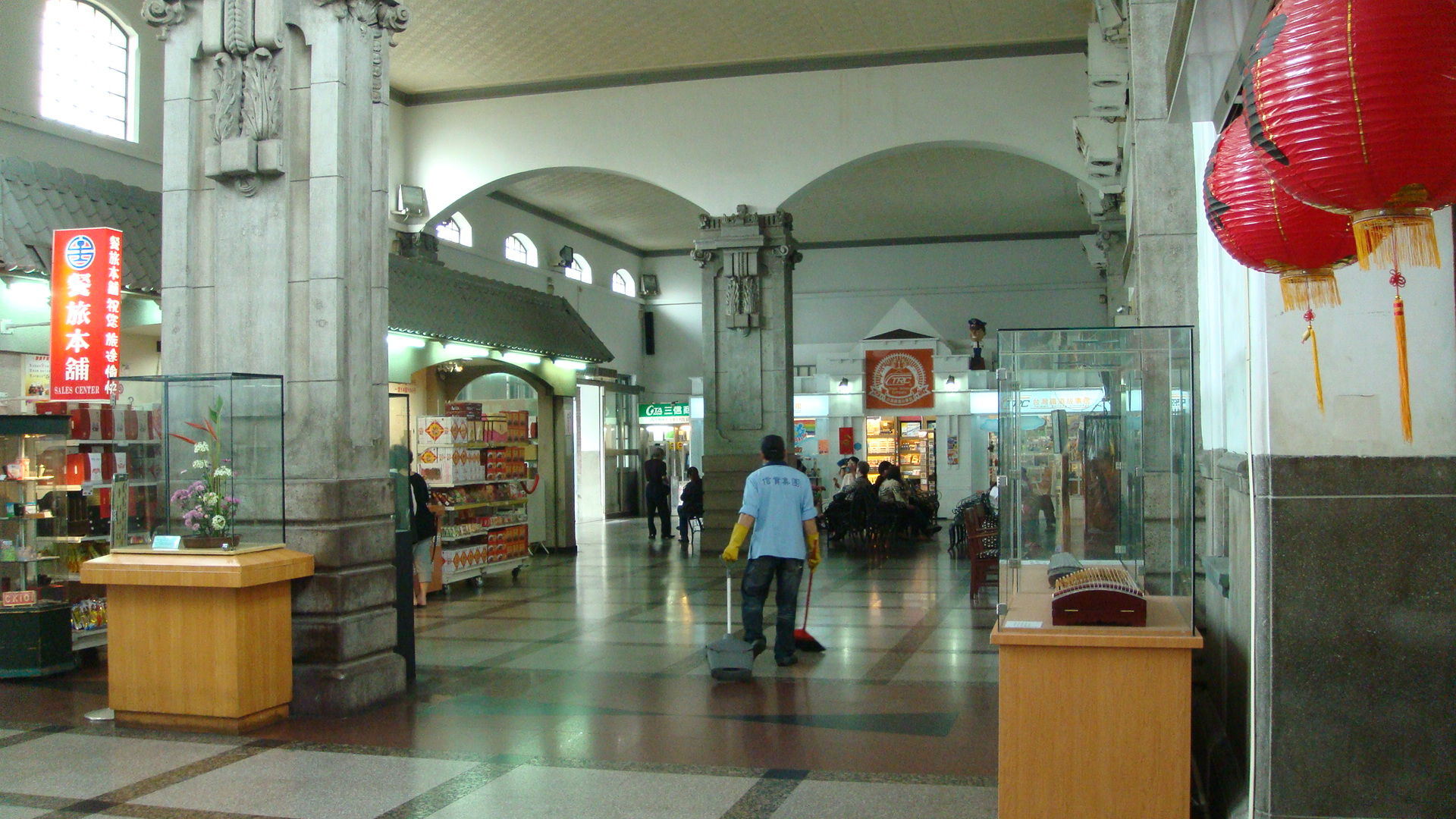
舊前站的候車大廳，2013年攝
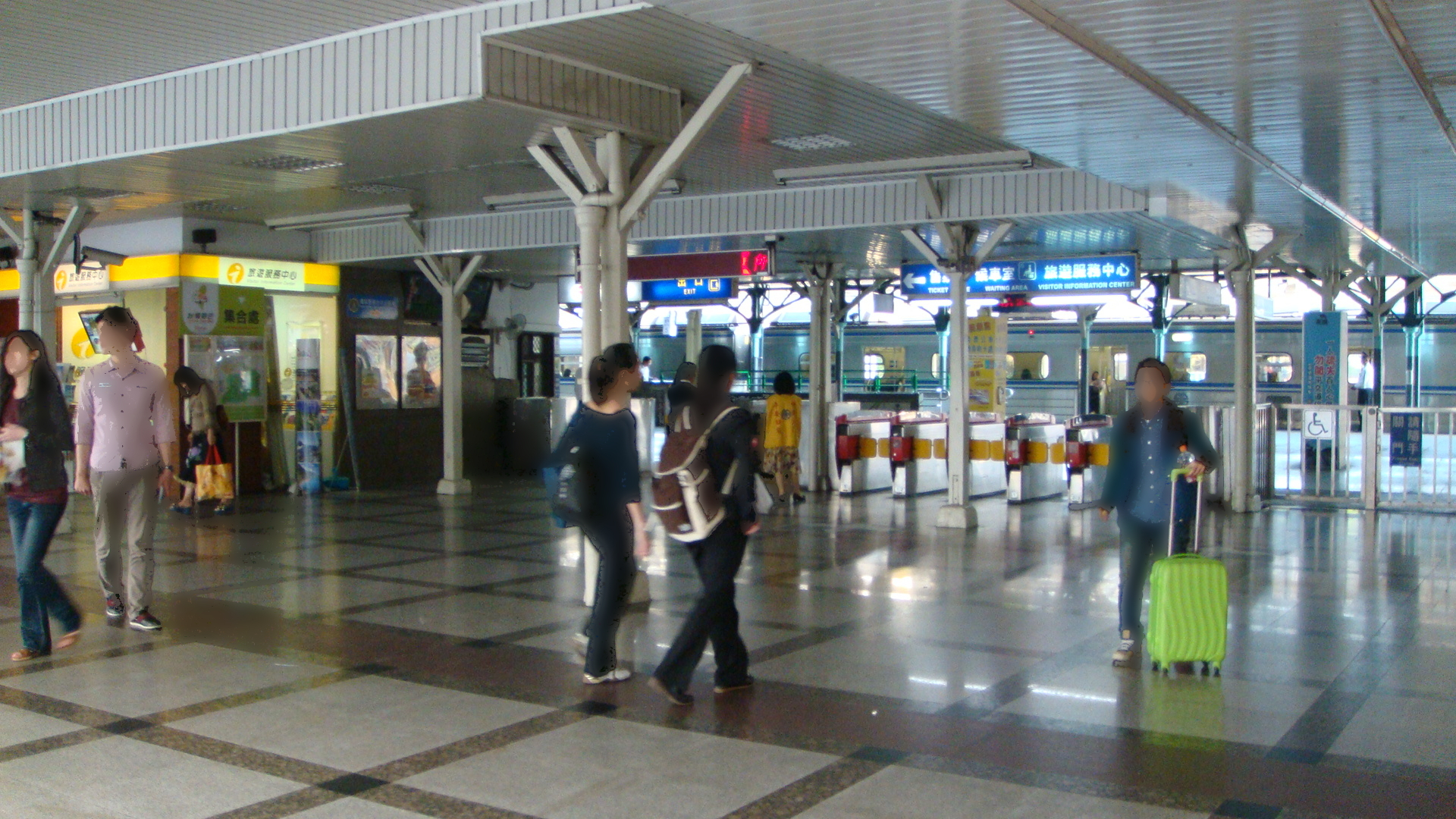
舊前站的出口閘門
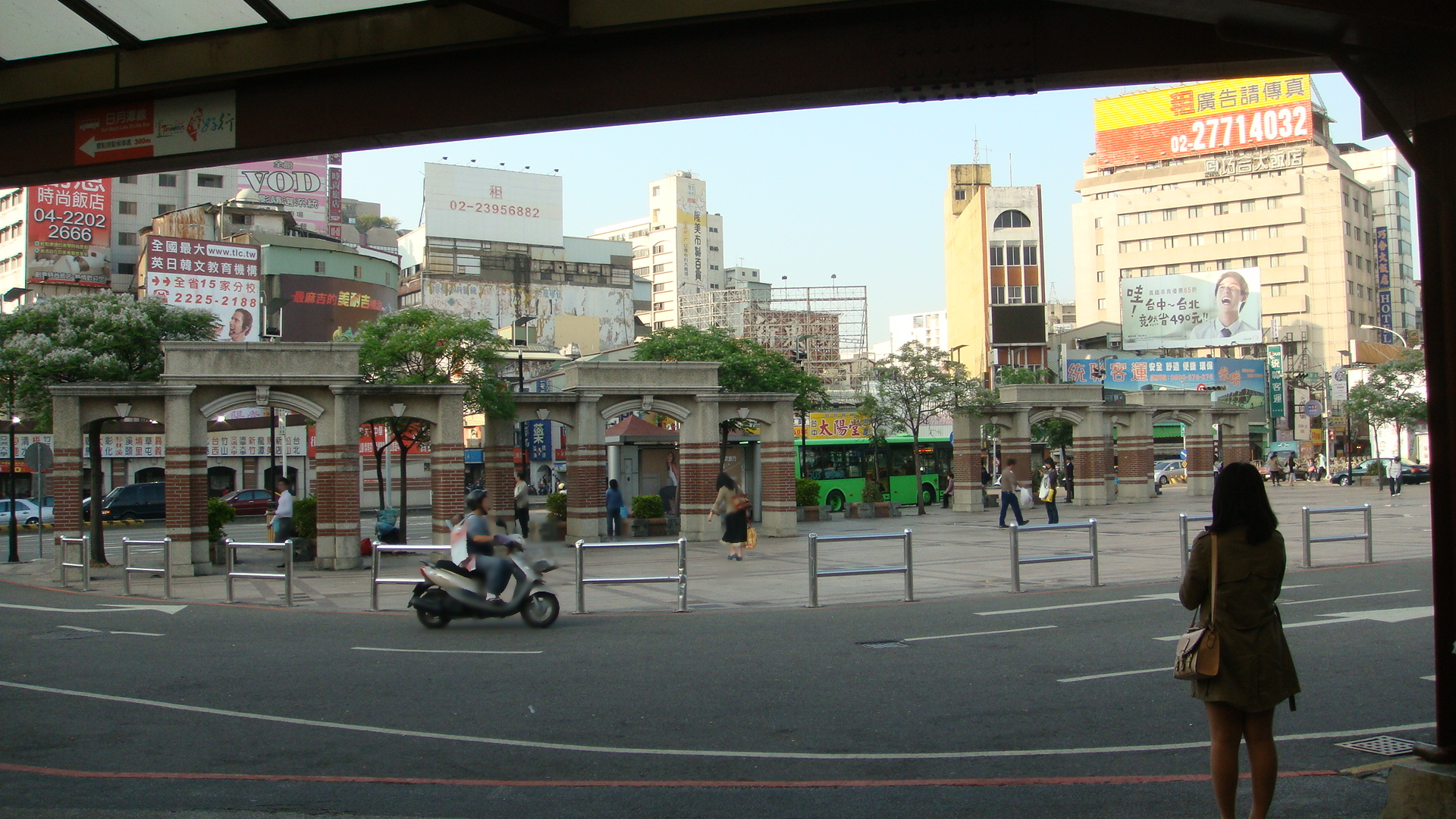
臺中站前廣場
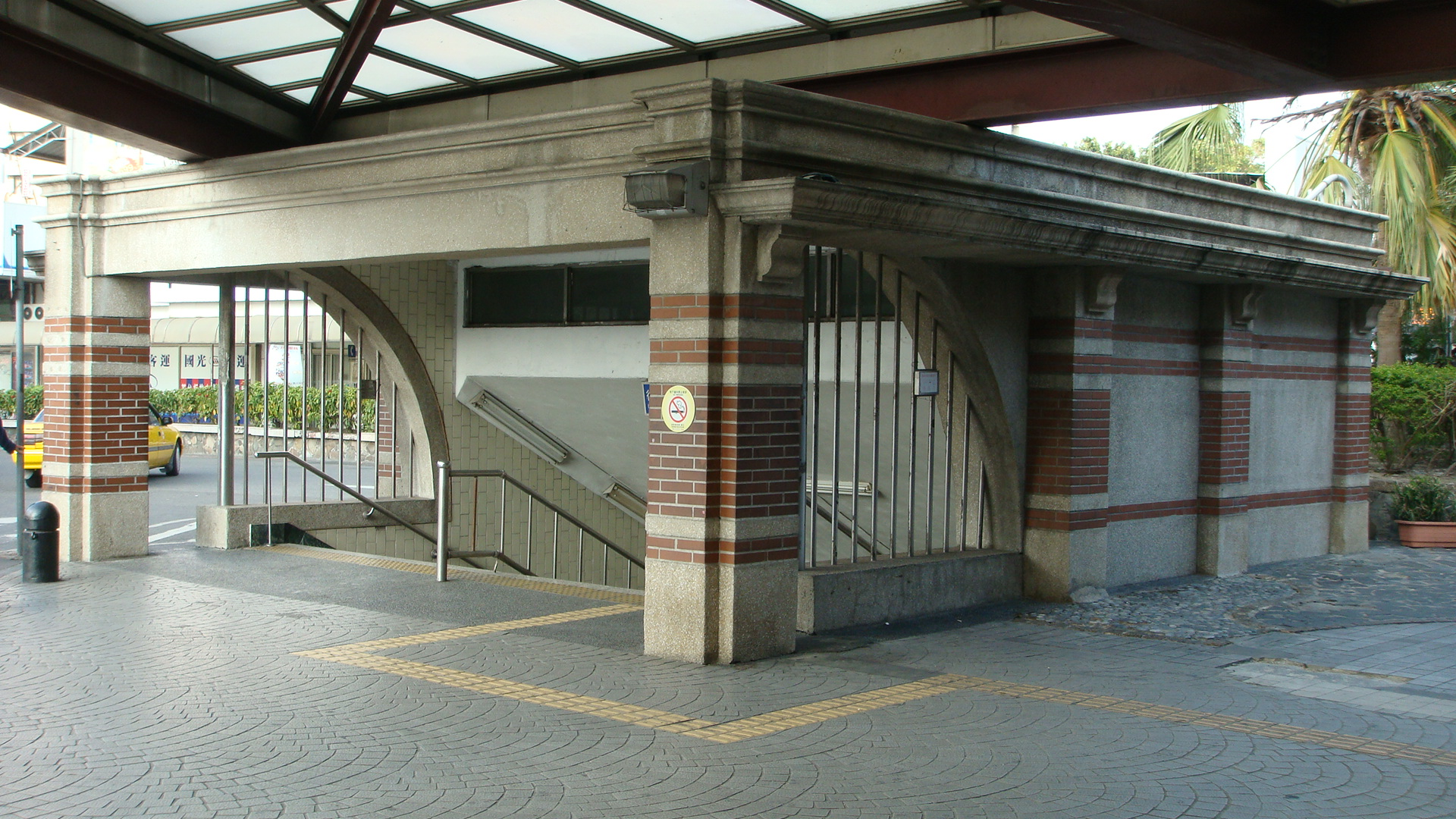
臺中車站站前地下道
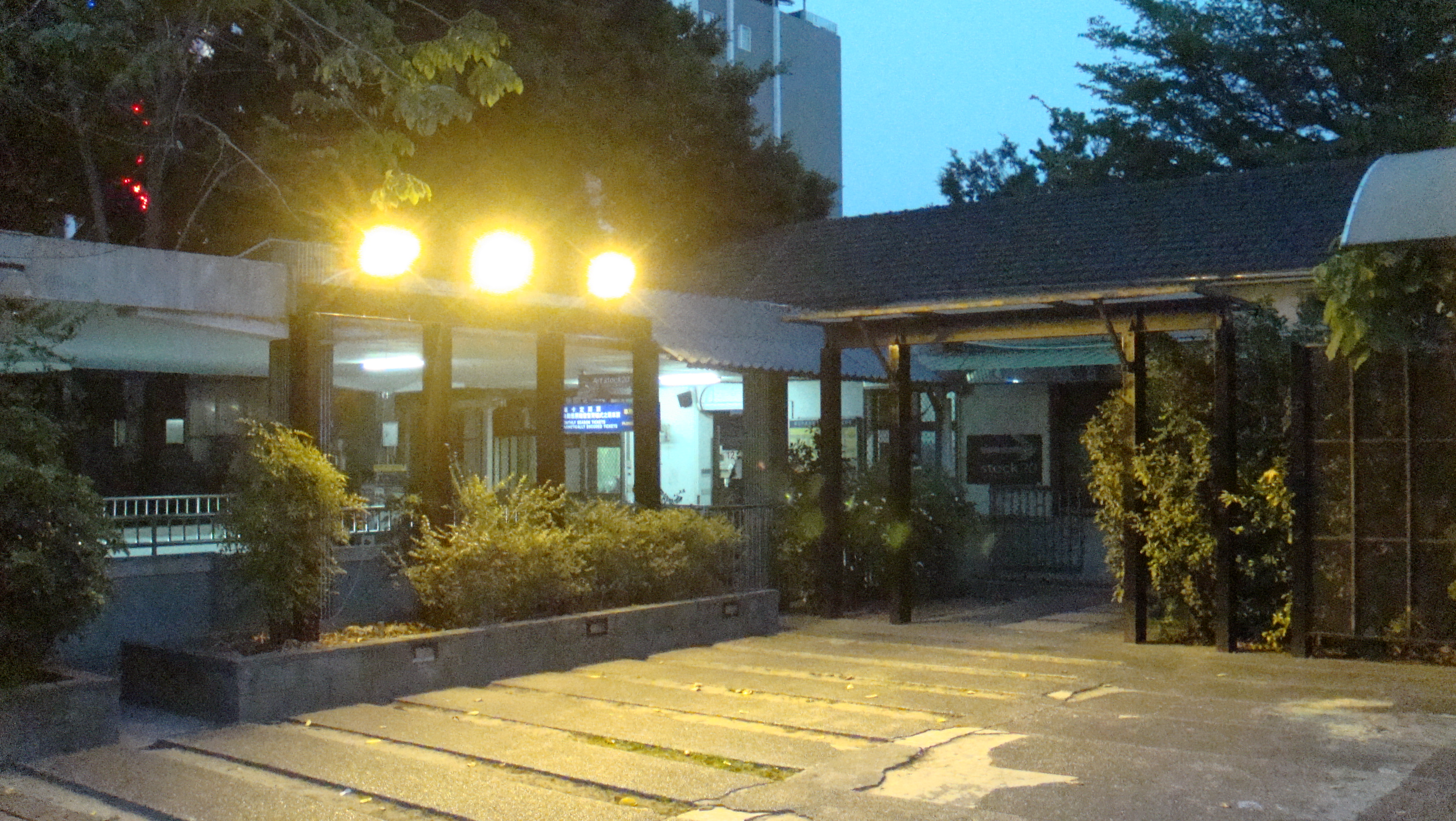
舊後站背面以及往月台之地下道
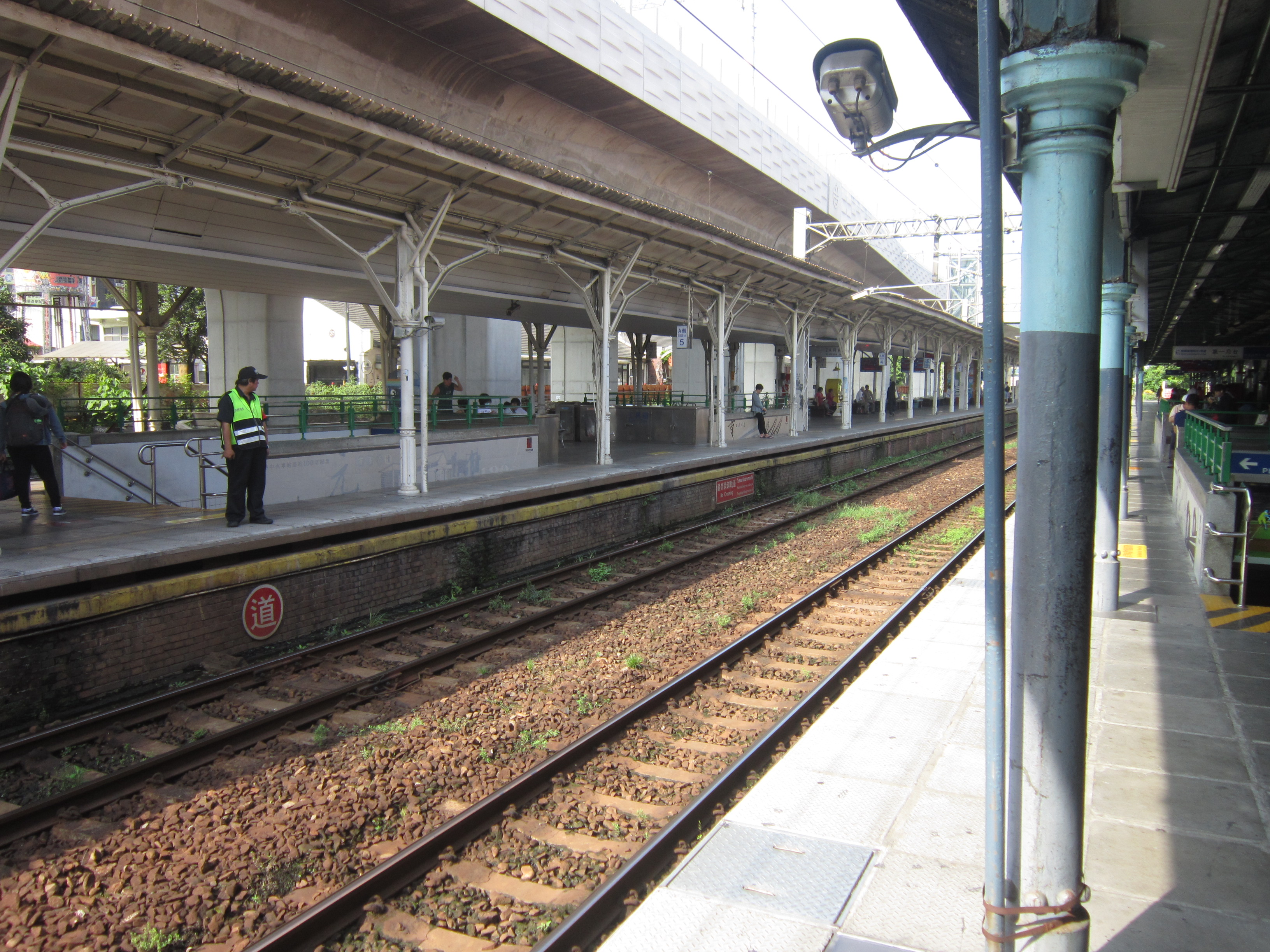
原月台一景，為一座島式月台及一座岸式月台
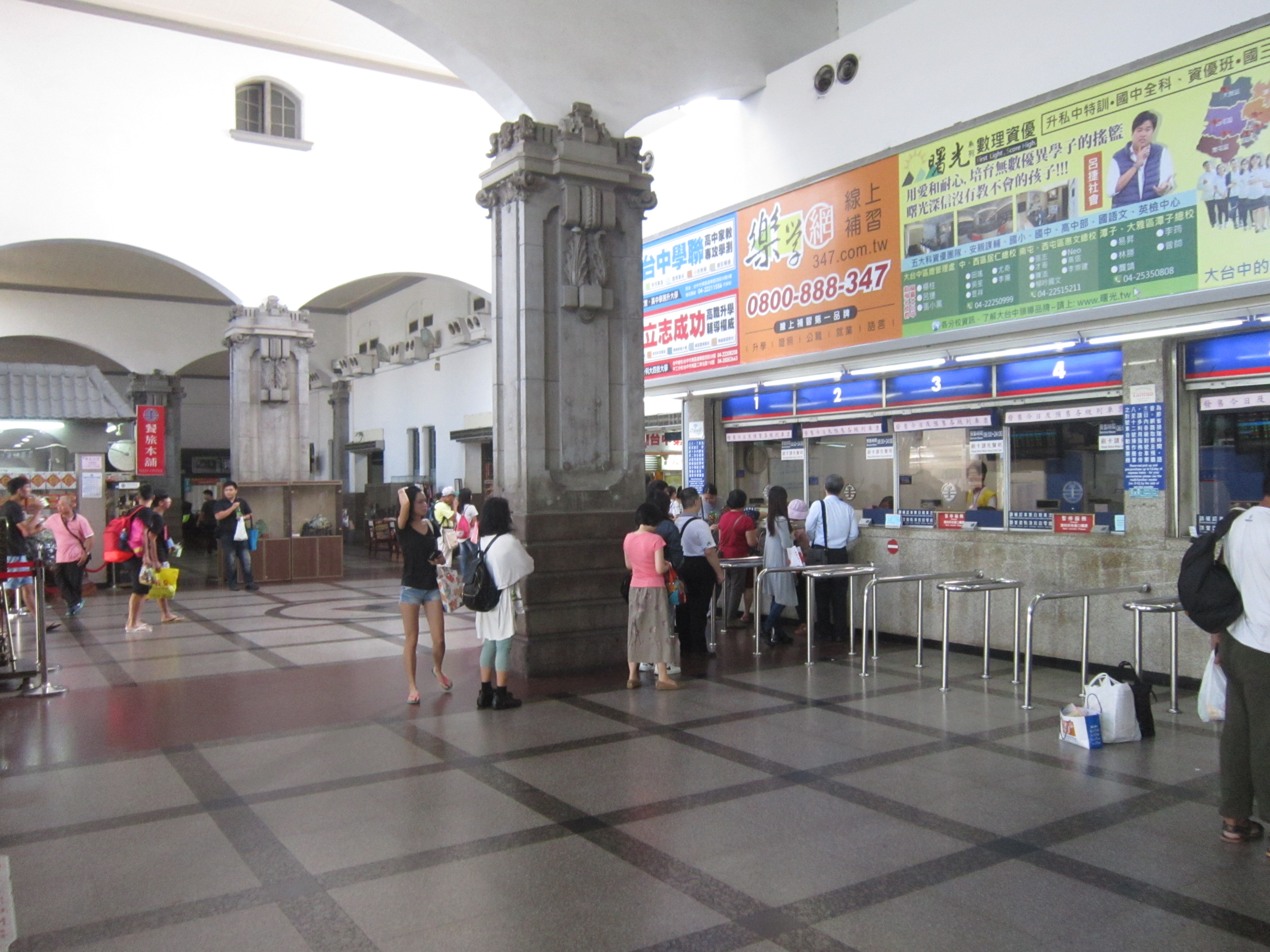
舊前站的候車大廳、剪票閘口及售票窗口
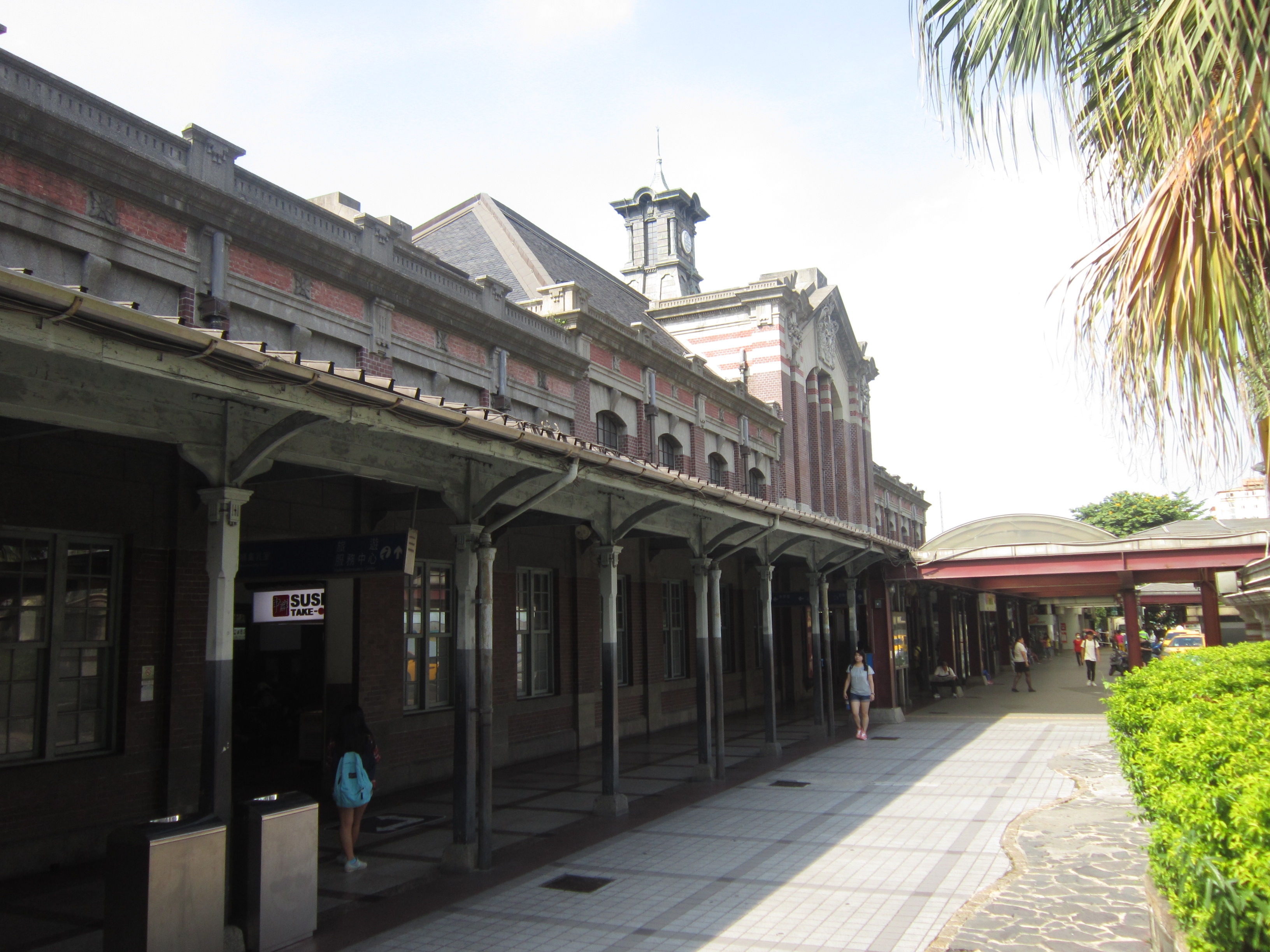
舊前站的站前長廊
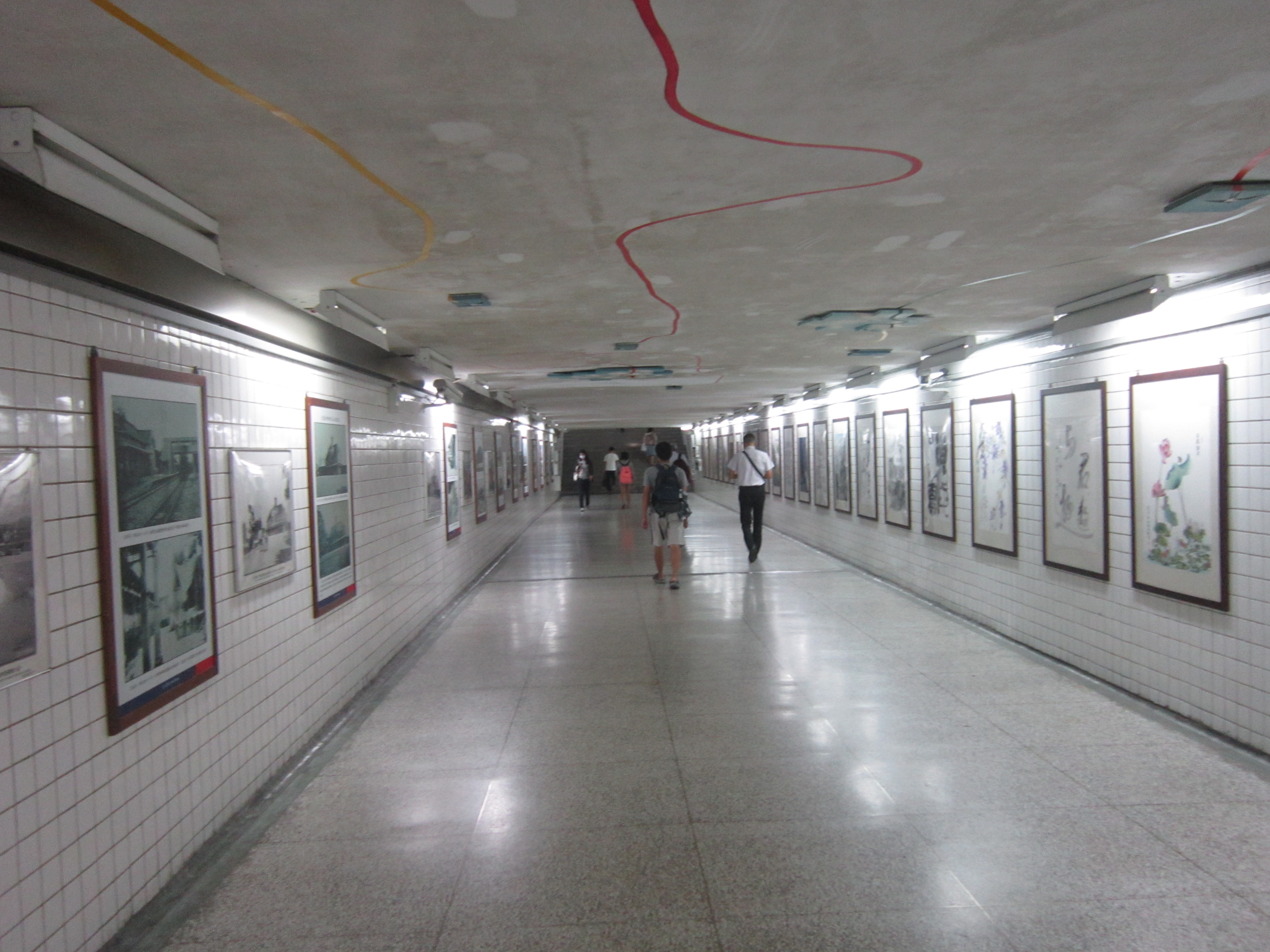
舊車站以地下道連通前後站，地下道兩側除懸掛藝術作品外，並有台鐵的老照片及圖片簡介
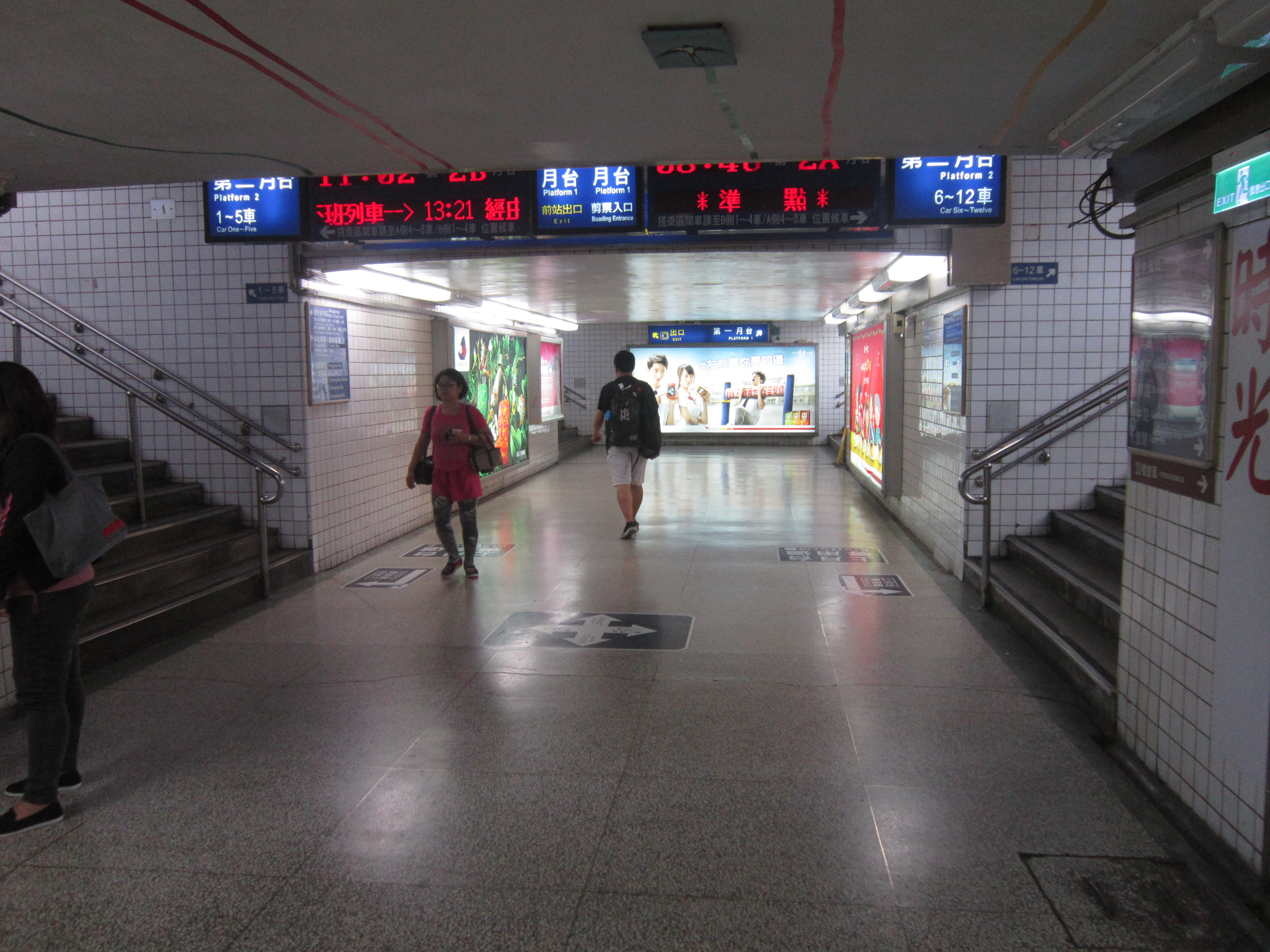
舊車站連通月台的地下道內，以LED燈顯示近期到站列車時刻表及到站月台
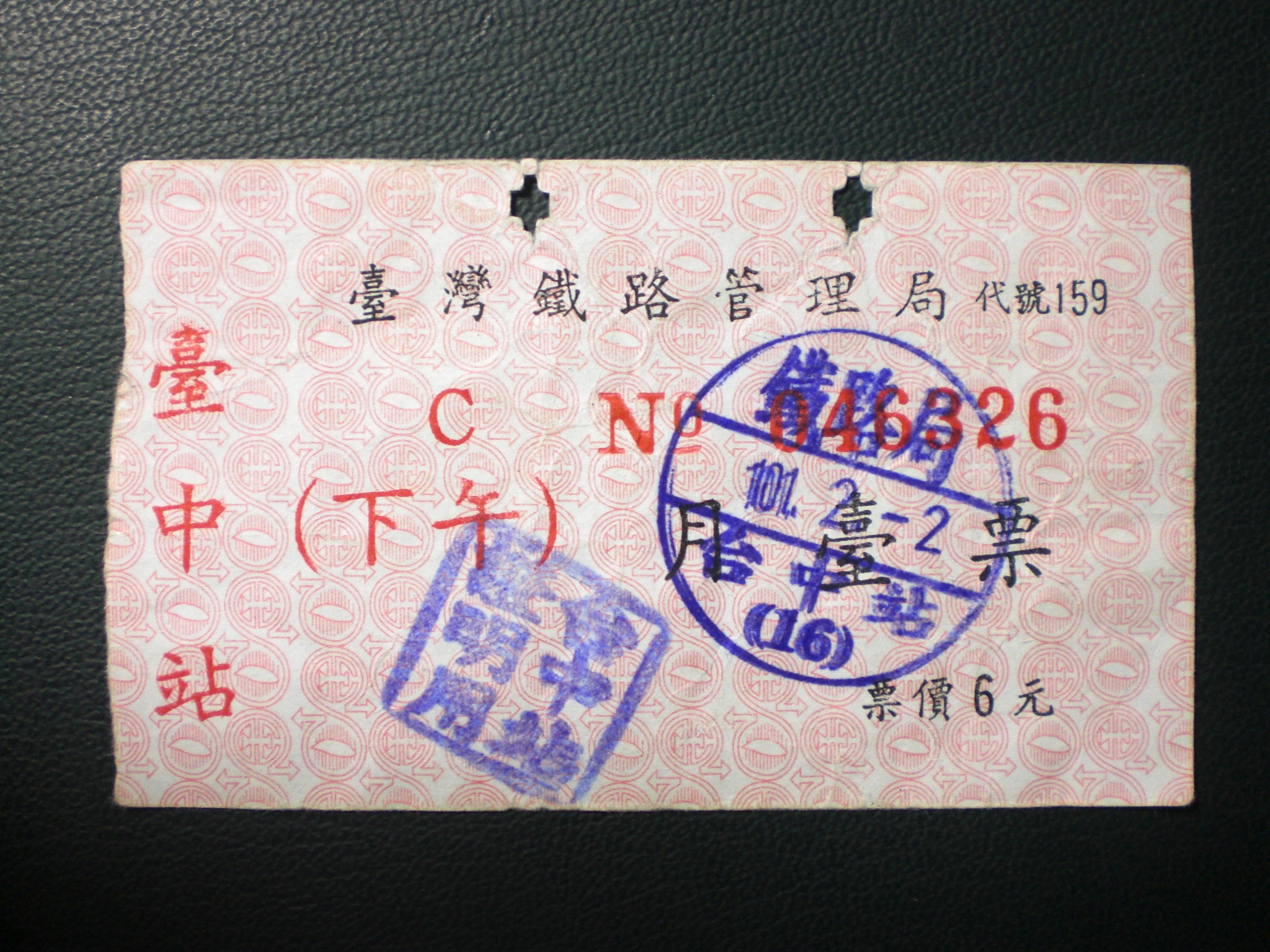
臺中車站所發售下午月臺票
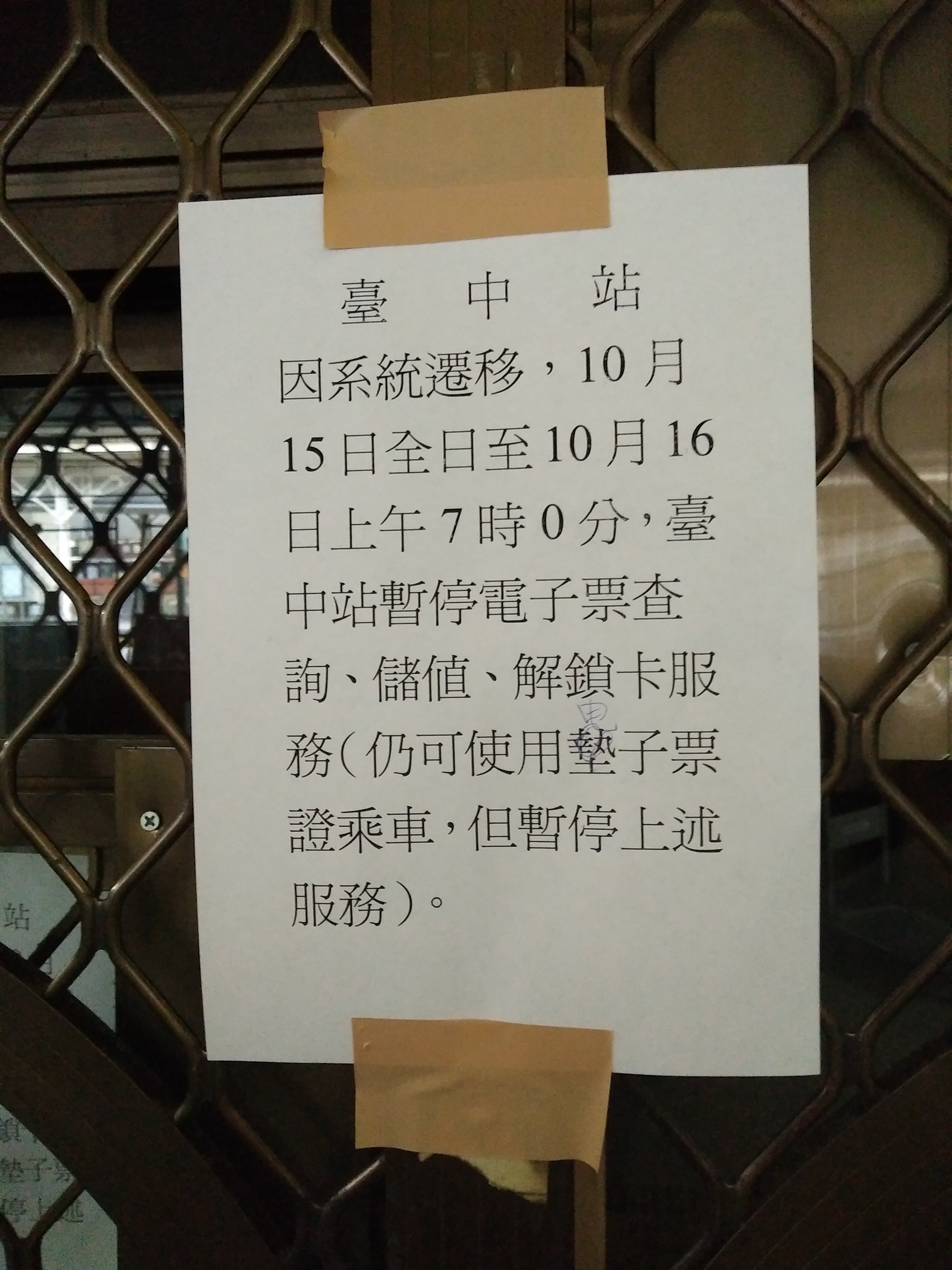
貼在舊站的遷移公告
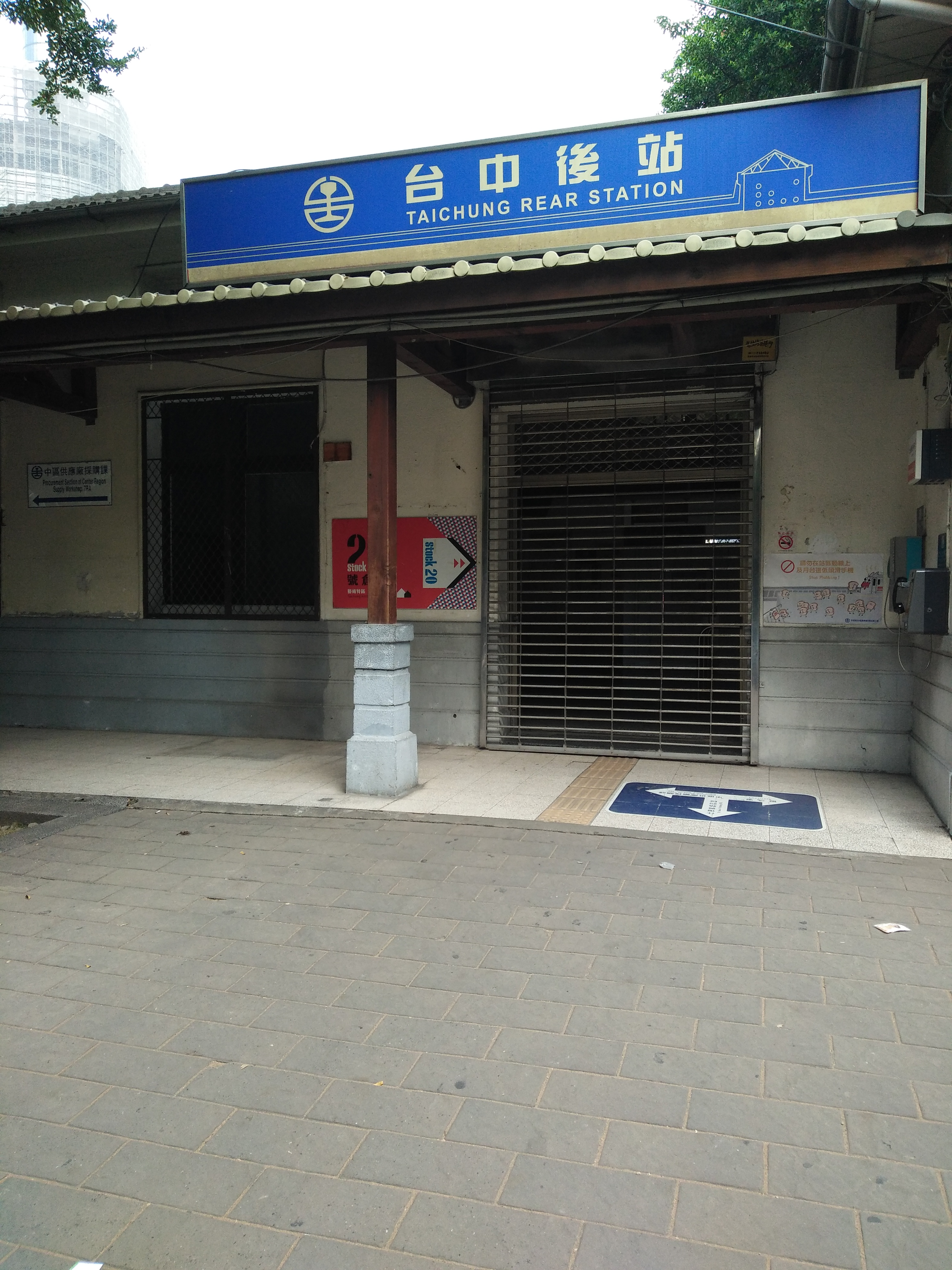
已大門深鎖的後站入口
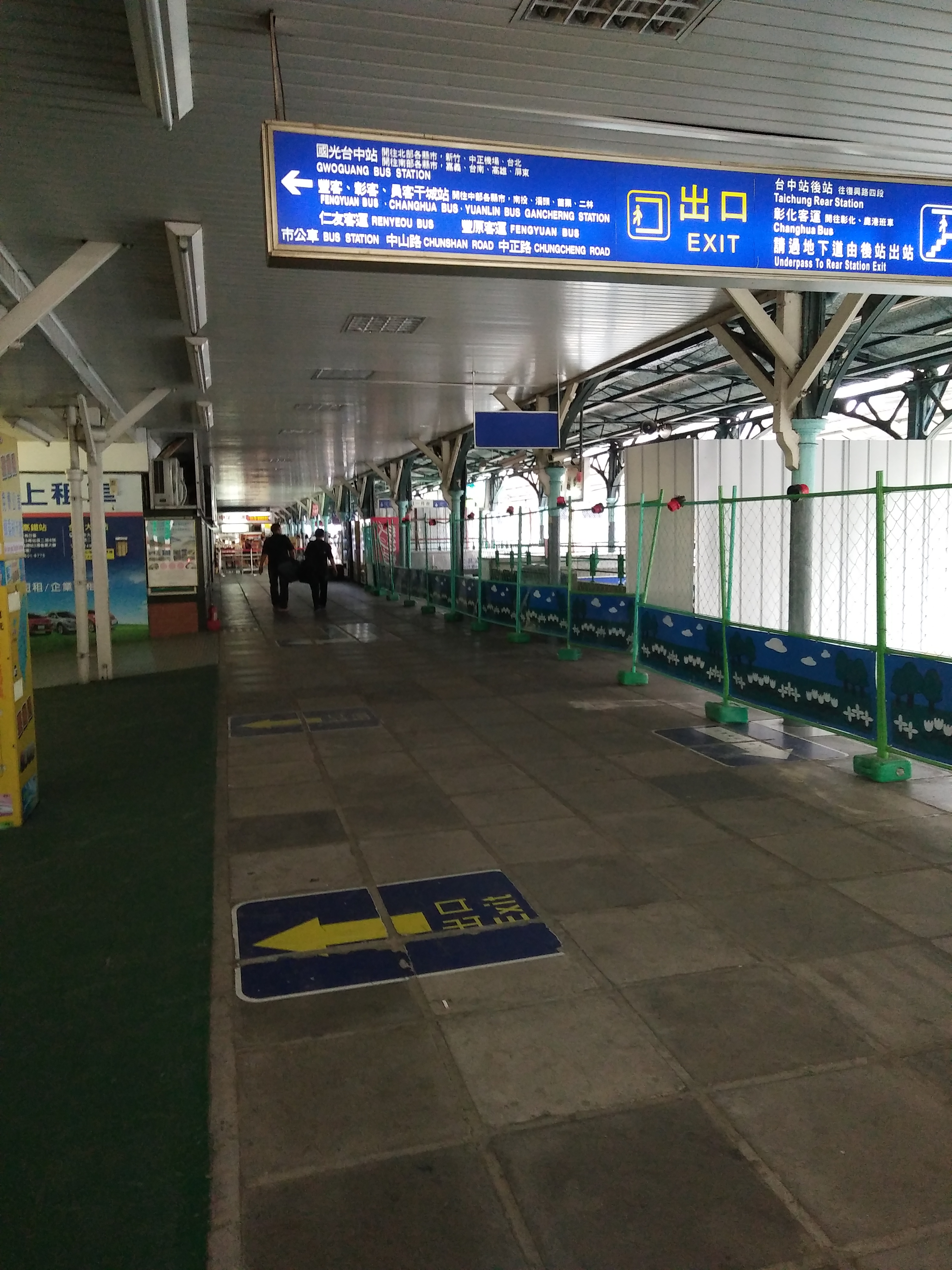
遷站後的第一月台

## 車站相關文化資產
市定古蹟
- 臺中驛第一貨物倉庫群（新民街8、10號倉庫）[17][18]
  - 新民街倉庫群見證了臺中火車站周邊發展區域及鐵道發展歷史，新民街8號、10號倉庫群於日治時期昭和12年（1937年）便已出現，更顯其重要性。
  - 新民街8號倉庫：臺中市東區新民街91號、91-1號、91-2號及93號。
  - 新民街10號倉庫：臺中市東區新民街85號、87號、89號。

歷史建築
- 臺中驛第一貨物倉庫群（新民街11-17倉庫）：東區新民街51號、53號、55號、57號、59號、61號、63號、65號、67號、69號、71號、73號、75號、77號、79號。2016年6月公告刪除臺鐵宿舍群
- 臺中驛第二貨物倉庫群（20號倉庫群）：東區復興路四段37巷6-1號（20、21、22、23、24、25、26號倉庫）
- 臺中火車站附屬設施建築群27號倉庫：東區復興路四段37巷11號
- 臺中車站周圍防空壕及碉堡群：5號機槍堡、B機槍堡、57號防空掩體、64號防空掩
- 臺中車站機關車庫遺構：尚未開放

## 保存車輛
目前二代車站由台鐵局委外經營的臺中驛鐵道文化園區，於2022年選定購入保存車輛如下：
- 台鐵R100型柴電機車R111：

1969年，台鐵非電氣化區間的代表車輛之一，向美國GM-EMD公司購入，作為開行新一代之莒光號列車的牽引車頭，共39輛，目前依舊為貨運列車主力。保存指定車於2020年9月報廢，在2022年4月底外觀整修完畢後迴送至大肚車站，續再以陸運的方式運至此處靜態保存。
- EMU100型電聯車EP111、EM107：

1978年，因應西部幹線鐵路電氣化而開行新一代的高級列車，向英國通用電氣公司(GEC)購入，共13組65輛，為台鐵初代自強號列車，於2022年3月底由國家鐵道博物館籌備處經由陸運至此處修復外觀及靜態保存。
- DR2700型柴油客車DR2715、DR2720：

1966年，為開行新一代之光華號，向日本東急車輛購入，共31輛，曾創下北高間4小時45分的最快運轉時分紀錄，於2022年4月底迴送至大肚車站，續經由陸運送至此處靜態保存。

## 腳註

## 外部連結
- 臺中車站（臺灣鐵路管理局）
- 臺中火車站——臺中市文化資產處 （页面存档备份，存于）
- 臺中市後火車站(舊稱：中南驛) ——臺中市文化資產處 （页面存档备份，存于）
- 臺中市火車站附屬設施及建築群——臺中市文化資產處 （页面存档备份，存于）
- 臺中市火車站附屬設施及建築群(新民街8、10號倉庫) ——臺中市文化資產處 （页面存档备份，存于）
- 臺中火車站——文化部文化資產局 （页面存档备份，存于）
- 臺中市後火車站(舊稱：中南驛) ——文化部文化資產局 （页面存档备份，存于）
- 臺中市火車站附屬設施及建築群——文化部文化資產局 （页面存档备份，存于）
- 臺中市火車站附屬設施及建築群(新民街8、10號倉庫) ——文化部文化資產局 （页面存档备份，存于）